# Cantone di Coudekerque-Branche
Il Cantone di Coudekerque-Branche è una divisione amministrativa dell'arrondissement di Dunkerque.
A seguito della riforma approvata con decreto del 17 febbraio 2014, che ha avuto attuazione dopo le elezioni dipartimentali del 2015, è passato da 2 comuni e una frazione urbana a 10 comuni.

## Composizione
Oltre a parte della città di Dunkerque, i 2 comuni facenti parte prima della riforma del 2014 erano:
- Coudekerque
- Coudekerque-Branche

Dal 2015 i comuni appartenenti al cantone sono i seguenti 10:
- Armbouts-Cappel
- Bergues
- Bierne
- Cappelle-la-Grande
- Coudekerque-Branche
- Coudekerque-Village
- Spycker
- Steene
- Téteghem
- Uxem